# Капішовка
Капішовка (словац. Kapišovka) — річка в Словаччині; права притока Ладомірки довжиною 13.8 км. Протікає в окрузі Свидник.
Витікає в масиві Лаборецька Верховина на висоті 670 метрів. Протікає територією сіл Вишня Писана; Нижня Писана і Капішова. Серед приток — Свидничанка.
Впадає в Ладомірку на висоті 238 метрів.